# THX 1138
THX 1138 è un romanzo fantascientifico del 1971 di Ben Bova, trasposizione letteraria del film L'uomo che fuggì dal futuro di George Lucas.

## Edizioni
Tutte le edizioni italiane usano la traduzione di Laura Serra.
- 1979 - Urania n. 776